# Éruption du Vésuve en 79
L’éruption du Vésuve en 79 apr. J.-C. est la plus célèbre des éruptions du Vésuve, un volcan de Campanie (Italie).
Les historiens en ont connaissance grâce au récit d'un témoin oculaire, Pline le Jeune, administrateur romain. Elle se produisit probablement en octobre et non en août comme le pensa longtemps la tradition historiographique. Cette éruption avait été précédée par un tremblement de terre en 62, séisme considéré comme banal, car les Romains tenaient le Vésuve pour un volcan éteint, sa dernière éruption datant probablement de 217 av. J.-C..
Très destructrice, l'éruption ensevelit sous les éjectas volcaniques un certain nombre de localités de la Campanie antique situées autour du volcan dans la baie de Naples, parmi lesquelles Pompéi et Herculanum. En outre, elle occasionna la mort de Pline l'Ancien, auteur de l'Histoire naturelle, témoin du début de l'éruption.

## Date de l'éruption

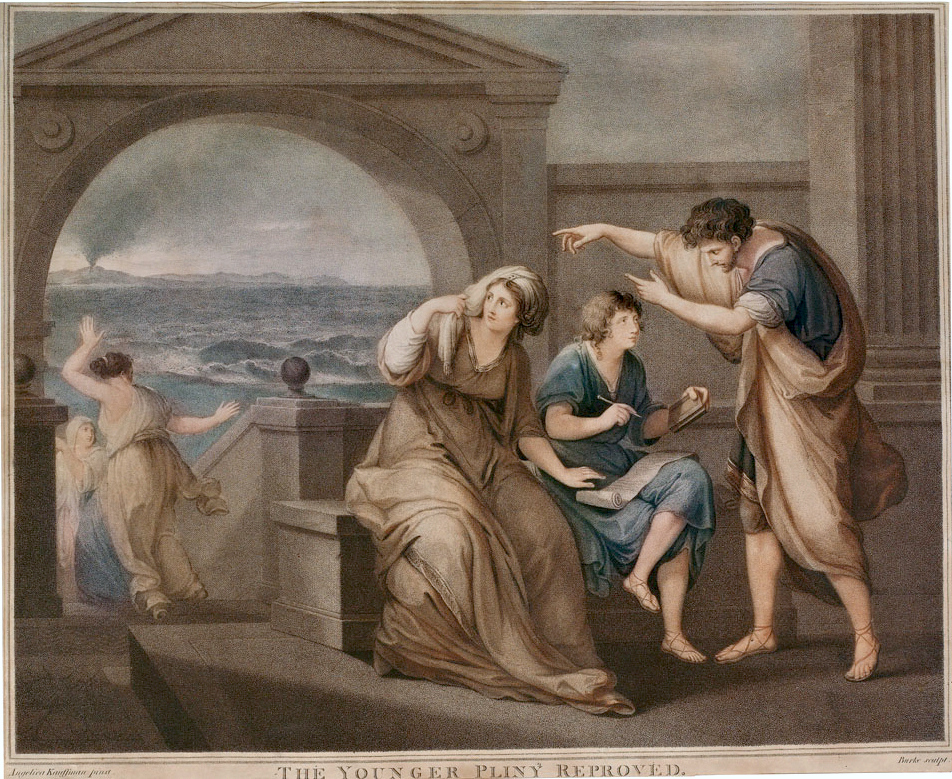
L'éruption du Vésuve vue depuis Misène par Pline le Jeune.
(Angelica Kauffmann, Pline le Jeune et sa mère à Misène, 1785)

L'éruption eut lieu en l'an 79, selon des écrivains romains contemporains de la catastrophe, dont Pline le Jeune. Cette date n'a jamais été sérieusement mise en doute. Elle a été établie grâce au compte rendu d'événements notoires du règne de Titus. Vespasien mourut cette année-là. Titus était le seul dirigeant quand il alla donner des ordres à Pompéi pour qu'on prête secours aux personnes déplacées. L'année suivante, en 80, il devait lutter contre un autre désastre, un grand incendie à Rome.
La date exacte n'est mentionnée qu'une fois dans un seul document historique, la première lettre que Pline le Jeune adressa à Tacite, document perdu mais dont subsistent de nombreuses copies. Dans la plus fiable de ces dernières, on lit la date de nonum kal. septembres, c'est-à-dire neuf jours avant les calendes de septembre, soit le 24 août, le 1er septembre entrant chez les Romains dans le calcul des neuf jours. Malheureusement, la partie des Histoires où Tacite utilisa fort probablement la lettre demandée à cette fin à son ami Pline le Jeune et mentionna la date fournie par ce dernier ne nous est pas parvenue pour confirmer la date de Pline que nous connaissons.
La remise en question de la date du 24 août, à la suite des fouilles archéologiques, débuta avec les travaux de Carlo Maria Rosini en 1797. Une série d'archéologues a, depuis, avancé des preuves défavorables à cette date, mais l'opinion d'experts la plus répandue est favorable à cette dernière depuis longtemps. Certaines des découvertes archéologiques faites à Pompéi portent à croire que la ville fut ensevelie deux ou trois mois plus tard. Par exemple, les corps ensevelis sous les cendres paraissent porter des vêtements plus chauds que les vêtements d'été légers portés en août, et des restes de feu de foyer ont été retrouvés. Les fruits frais, tels que figues, mûres et grenades, les olives et les légumes trouvés dans les boutiques sont typiques du mois d'octobre, et inversement, les fruits d'été qui auraient été typiques d'août se trouvaient déjà séchés ou en conserve. Les vases de fermentation du vin (dolia) étaient scellés, ce qui se faisait vers la fin d'octobre. L'une des pièces de monnaie trouvées dans la bourse d'une femme ensevelie sous les cendres fut sans doute frappée à la fin de septembre, car elle commémorait la quinzième acclamation (le 8 septembre) de Titus au titre d'imperator.
En 2007, Rolandi, De Lascio et Stefani ont produit une étude des données sur la direction des vents enregistrées sur 20 ans aux stations météorologiques de Rome et de Brindisi. Ils ont déterminé avec plus de précision que jamais la configuration des vents qui soufflent à plus de 14 km d'altitude dans la région du Vésuve. De juin à août inclusivement, les vents soufflent de l'ouest avec force, et le reste de l'année, de l'est. Ce fait était connu, mais les vents d'est qui soufflèrent lors de l'éruption étaient considérés comme une anomalie du mois d'août causée, supposait-on, par les faibles vents changeants de la période de transition. Les auteurs de l'étude font valoir que les vents de 79 produisirent de longs dépôts et ne furent donc pas si faibles et que la transition se produit en septembre, et non en août. Les auteurs rejettent donc la date d'août en raison de son incompatibilité avec les régimes climatiques. Le rejet ne porte pas sur le témoignage ni la date donnés par Pline ; il repose plutôt sur la possibilité que des copistes du manuscrit aient pu modifier cette date. En effet, le mois était omis dans certains manuscrits médiévaux ou anciens d'autres auteurs. Les copistes se sont peut-être sentis obligés d'indiquer un mois, mais ont fait un mauvais choix. Rolandi et ses collaborateurs avancent que la date originale devait être a.d. IX kal dec (le 23 novembre) ou a.d. IX kal nov (le 24 octobre), plus conforme aux observations météorologiques et la configuration des vents.
Un graffiti réalisé au charbon de bois est retrouvé lors de fouilles menées par Massimo Osanna dans la région V de la ville, dans la maison dite « maison au jardin », et présenté au public le 16 octobre 2018, vient renforcer l'hypothèse d'une éruption durant l'automne. Cette inscription attribuée à l'an 79 contient la date XVI K NOV, le seizième jour avant les calendes de novembre, soit le 17 octobre. Elle n'aurait pas pu être faite si la ville avait été détruite fin août,.
Fin 2020, deux corps sont retrouvés intacts : sous le cou de l'un d'entre eux, les marques d'une cape en laine pourraient corroborer l'hypothèse d'une éruption en automne,.

## Signes prémonitoires
Cette éruption est précédée le 5 février 62 par un puissant séisme qui provoque des dégâts considérables autour de la baie de Naples, et notamment à Pompéi. Certains des dommages n'ont pas encore été réparés lors de l'éruption du volcan. La mort de 600 moutons causée par l'« air vicié » dans les environs de Pompéi et rapportée par Sénèque amène Haraldur Sigurðsson à la comparer à la mort semblable de moutons causée en Islande par des bassins de dioxyde de carbone volcanique et à émettre l'hypothèse que le séisme de 62 était lié à une nouvelle activité du Vésuve.
Un autre séisme, de moindre ampleur, eut lieu en 64 ; Suétone le mentionne dans sa biographie de Néron parce que ce séisme survint pendant que l'empereur se produit pour la première fois dans un théâtre public à Naples, et Tacite y fait allusion dans ses Annales. Suétone raconte :

« en vain, un tremblement de terre ébranla le théâtre ; [l'empereur] ne cessa de chanter que lorsqu'il eut fini son air », alors que Tacite écrit : « quand les spectateurs furent sortis, le théâtre s'écroula. »

Les Romains s'étaient habitués aux petits séismes de la région ; Pline le Jeune écrit qu'« on avait ressenti des signes avant-coureurs d'un tremblement de terre, mais sans en être effrayé car c'est chose courante en Campanie ». De petits séismes se produisent quatre jours plus tôt et se multiplient pendant les quatre jours suivants, mais la population ne reconnut pas les signes précurseurs.
D'autres signes prémonitoires se manifestent les jours précédents : puits se tarissant, les eaux de la nappe phréatique étant « pompées » par le volcan ; fontaines vides, thermes fermés en raison probablement des éboulements typiques de la phase précédant l'entrée en activité du volcan entraînant des brèches ou l'effondrement d'une partie de l'aqueduc.

## Nature de l'éruption
Les reconstitutions de l'éruption et de ses effets varient considérablement dans les détails, mais comprennent les mêmes éléments généraux. L'éruption dura deux jours. Elle commença dans la matinée du 24 octobre, car c'est en début d'après-midi qu'un appel de détresse parvint à Misène, à environ 20 milles (32 km) du Vésuve, de l'autre côté de la baie de Naples. Ce message était adressé à Pline l'Ancien, oncle de Pline le Jeune et commandant de la flotte romaine. À ce moment, vers 13 heures, le panache éruptif en forme de pin-parasol atteignait une hauteur de 30 km, Pline l'Ancien partit avec plusieurs navires pour tenter de secourir les habitants menacés, mais il dut renoncer et aborda à Stabies, au-delà de Pompéi.
Au cours de la nuit et au début du jour suivant, le 25, la colonne éruptive s'effondra à six reprises en coulées pyroclastiques (ou nuées ardentes) qui déferlèrent sur Herculanum. Les lueurs de ces coulées passèrent pour des incendies. La population environnante, même celle de Misène, prit la fuite. Les coulées pyroclastiques, rapides, denses et très chaudes, abattirent en tout ou en partie l'ensemble des constructions sur leur passage, brûlèrent ou asphyxièrent la population restante et modifièrent le paysage, y compris le trait de côte. Elles s'accompagnèrent de nouveaux tremblements de terre légers et d'un petit tsunami dans la baie de Naples. L'éruption était finie dans la soirée du second jour et avait laissé une brumasse à travers laquelle le soleil brillait faiblement.
Pline le Jeune rend compte de l'éruption en ces termes :

« Or, c'était le jour, mais tout alentour une nuit, plus épaisse qu'aucune autre, régnait, pourtant atténuée par un grand nombre de feux et de diverses lumières. »

— Lettres, livre VI, 16
Curieusement, il ne mentionne pas Pompéi ni Herculanum.

### Études stratigraphiques
Cette éruption du Vésuve, dont l'indice d'explosivité volcanique (VEI) est estimé à 5, ne fut pas la plus violente ayant affecté une population humaine, celle de 1700 av. J.-C. qui détruisit le village de Croce del Papa ayant un VEI de 6.
Selon une étude stratigraphique des cendres publiée en 1982 par Sigurdsson, Cashdollar et Sparks, l'éruption du Vésuve, appelée aujourd'hui une éruption plinienne, dura de dix-huit à vingt heures. Dans une première phase, elle fit pleuvoir, au sud du cône, des ponces qui s'accumulèrent pour atteindre une épaisseur de 2,8 m à Pompéi. Au cours de la deuxième phase, au moins six coulées pyroclastiques déferlèrent vers l'ouest et le sud. Le panache volcanique surmontant ces coulées s'étendit vers le nord-ouest pour atteindre Misène. Deux coulées pyroclastiques enveloppèrent Pompéi et brûlèrent et asphyxièrent les traînards. Elles touchèrent Oplontis et Herculanum et les enterrèrent sous de fines cendres, de la lave et des dépôts pyroclastiques.
Dans un article publié en 2002, Sigurdsson et Casey donnent des précisions sur les données stratigraphiques d'après les fouilles et les levés entrepris jusque-là. Selon leur nouvelle interprétation, l'explosion quasi initiale produisit une colonne de 15 à 30 km de haut qui, à cause des vents du nord-ouest, fit pleuvoir des cendres et des ponces sur Pompéi, au sud-est, mais non sur Herculanum, en amont. D'après ces auteurs la dynamique de la colonne plinienne est à attribuer à l'exsolution de la phase gazeuse du magma, mais la fin de l'éruption fut probablement phréato-magmatique (réaction avec l'eau d'infiltration dans l'édifice volcanique).
La colonne verticale qui projeta 200 000 tonnes de fragments de magma par seconde à la vitesse de 300 m/s en moyenne (libérant une énergie qui équivaut à celle de 50 000 bombes d'Hiroshima), s'effondra après que les gaz se densifièrent et, n'étant plus capables de soutenir les solides, les libérèrent en une déferlante pyroclastique qui atteignit Herculanum, mais non Pompéi. D'autres explosions reconstituèrent la colonne. Selon l'article précité, les déferlantes 4 et 5 sont celles qui auraient détruit Pompéi. Les déferlantes se reconnaissent à la formation de dunes et à une stratification oblique non produites par des retombées volcaniques.
Selon les auteurs de l'article, les premières pluies de cendres furent le résultat d'explosions matinales de faible volume non visibles à Misène, ce qui éclaire le paradoxe que, malgré les heures de cheval à faire autour de la baie de Naples pour se rendre à la villa de Pline, le messager de Rectina y arriva peu après une éruption lointaine qui l'aurait par ailleurs empêché d'y parvenir.

## Les deux Pline

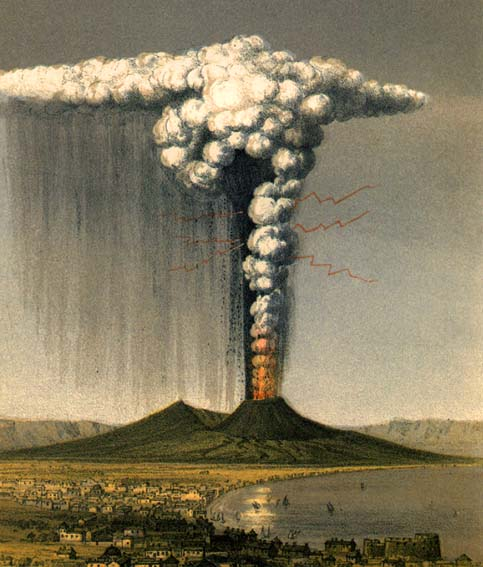
Éruption du Vésuve vue de Naples, octobre 1822, dessin de George Julius Poulett Scrope.

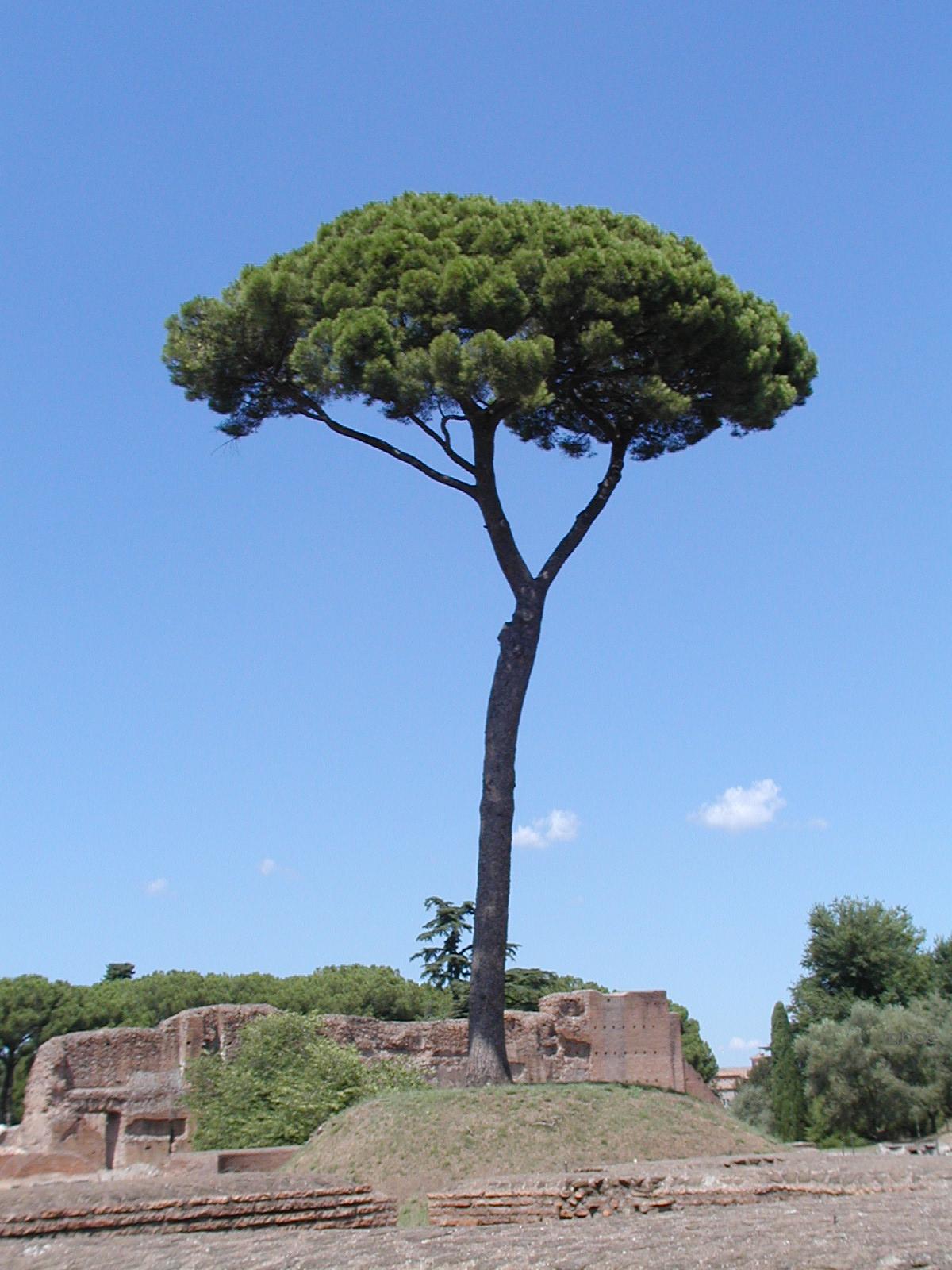
Pin parasol à Rome.

Le seul compte rendu de l'évènement par un témoin oculaire consiste dans deux lettres adressées à l'historien Tacite par Pline le Jeune, qui avait 18 ans à l'époque de l'éruption. Après avoir vu la première activité volcanique depuis Misène, qui se trouve à environ 35 km du volcan, sur l'autre côté de la baie de Naples, son oncle, Pline l'Ancien, lança une flotte de sauvetage et se porta lui-même au secours d'une amie appelée Rectina. Son neveu refusa de l'accompagner. L'une de ses lettres raconte les faits et gestes de son oncle rapportés par des témoins. Dans l'autre lettre, Pline le Jeune communique à Tacite ses observations postérieures au départ de son oncle.

### Pline le Jeune
Les deux Pline virent une nuée s'élever au-dessus d'un mont sans savoir à ce moment-là qu'il s'agissait du Vésuve :

« Une nuée donc apparaissait, qui par son aspect et sa forme rappelait un arbre et plus précisément un pin. En effet, dressée tel un tronc svelte, elle semblait étendre ses rameaux […] elle devenait évanescente, s'élargissant, très blanche ici, ailleurs poussiéreuse et souillée par la terre et la cendre qu'elle avait soulevées. »

Ce phénomène et une demande d'évacuation par voie maritime amenèrent Pline l'Ancien à ordonner des opérations de sauvetage et à y participer. Son neveu reprit ses activités courantes, mais la nuit suivante, une violente secousse les incita, sa mère et lui, à passer dans la cour de la maison. Vers l'aube, la population abandonna le village. « On voyait d'autre part la mer retirée et comme tenue à l'écart du rivage par les secousses de la terre », ce qui était un signe de tsunami. Cependant, rien ne prouve que les vagues aient causé de graves dommages.
Les premières lueurs du jour étaient obscurcies par une nuée sombre percée de traînées de flammes que Pline le Jeune compara « à des éclairs, mais bien plus grands ». Elle masqua la pointe de Misène toute proche et l'île de Capri, de l'autre côté de la baie. La cendre devint plus dense et plus abondante, de sorte qu'il fallait se secouer à l'occasion pour éviter d'être enseveli ou écrasé sous son poids. Le même jour, la cendre cessa de tomber, et le soleil reparut, jaunâtre comme lors d'éclipses, et aux yeux de Pline, tout était recouvert d'une cendre abondante semblable à une couche de neige. Les dommages causés par les séismes et le tsunami à Misène ne furent pas assez graves pour empêcher Pline et sa mère de rentrer chez eux.

### Pline l'Ancien

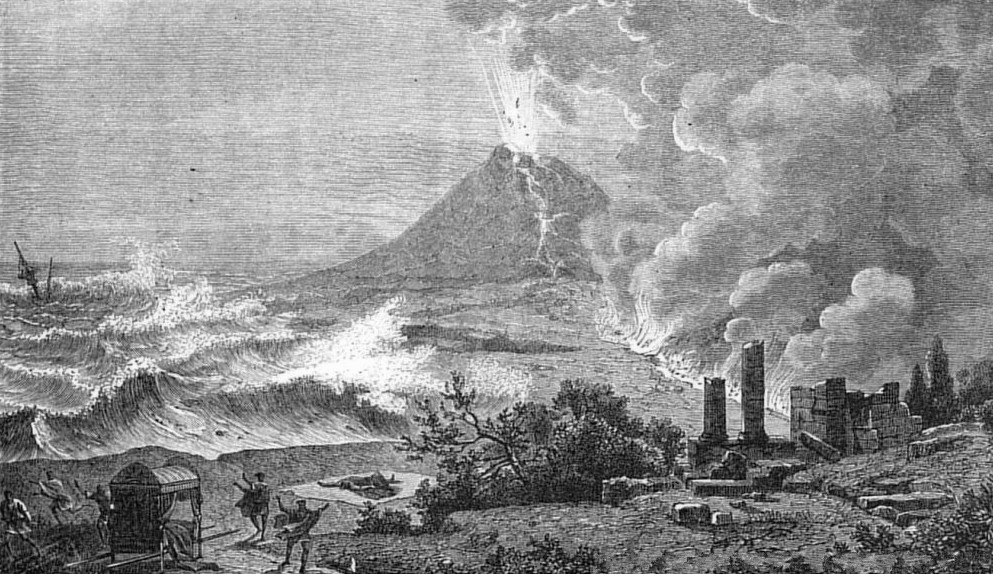
Reconstitution de la mort de Pline l'Ancien, 1888.

Pline l'Ancien, qui commandait la flotte romaine à Misène, avait décidé d'étudier le phénomène de près dans un bateau léger. Au sortir de sa demeure, il reçut une demande de secours d'une amie et ordonna le lancement immédiat de quadrirèmes pour évacuer la population de la côte. Il monta à bord de l'une d'elles, traversa la baie, mais à l'approche du rivage, les bateaux recevaient une pluie dense de cendres chaudes, de la pierre ponce et des cailloux, et un bas-fond et des rochers effondrés obstruaient le chemin. Pline ordonna à son pilote de poursuivre jusqu'à la maison de Pomponianus (parfois francisé en Pomponien) à Stabies, située à environ 4,5 km de Pompéi.
On ne sait trop s'il renonçait à atteindre la villa de Rectina ou croyait que Pomponianus faisait partie du groupe de son amie. La lettre ne fait plus mention de cette dernière. Pomponianus avait déjà fait charger ses bateaux et était prêt à lever l'ancre, mais le même vent du large qui amenait le bateau de Pline empêchait tout le monde de partir. Pline et son groupe virent des flammes en plusieurs points de la montagne, et le premier les attribua à la combustion de foyers et de villas abandonnées pour calmer les inquiétudes.
Après la nuit, le groupe quitta le bâtiment à cause de l'amas de matière, probablement des éjectas, qui menaçait de boucher toute issue. Le groupe décida de s'éloigner en couvrant leur tête d'un oreiller pour se protéger contre la pluie de fragments de pierre ponce. Le jour ressemblait à une nuit des plus sombres percée de feux et d'autres lumières. Le groupe se rendit au rivage, mais le vent n'avait pas changé de direction. Pline y trouva la mort. Dans sa première lettre adressée à Tacite, son neveu était d'avis que la mort de son oncle était due à la faiblesse de ses poumons et au passage d'un nuage de gaz sulfureux. Cependant, Stabies se trouvait à 16 km de la cheminée volcanique (à peu près à l'emplacement de la ville moderne de Castellammare di Stabia), et les compagnons de l'oncle ne furent apparemment pas gênés par ces fumées, de sorte qu'il est plus probable que l'oncle corpulent mourut d'une autre cause, telle qu'une crise cardiaque. On retrouva son corps intact le lendemain.

## Victimes de l'éruption

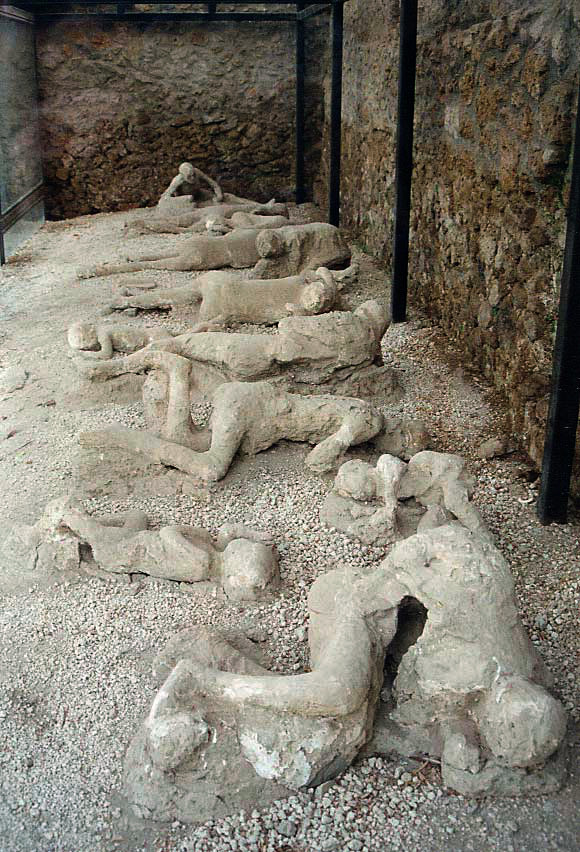
Moulages de victimes humaines de l'éruption trouvée dans le « jardin des Fugitifs » à Pompéi. La surinterprétation des positions contractées comme une posture pour se protéger de la déferlante pyroclastique et de la chaleur, est contredite par les données thanatologiques modernes. Les victimes sont généralement figées en suspension (73 % dans une posture naturelle, 27 % dans une posture de sommeil, en raison du qui est la conséquence du choc thermique à près de 300 °C sur les cadavres). Elles présentent parfois aussi une contraction des membres (76 %) ou une attitude pugilitique (64 % en position du boxeur qui correspond à un réflexe nociceptif de flexion),.

Outre Pline l'Ancien, les seuls nobles connus que l'on sait avoir été tués par l'éruption sont Agrippa, fils de la princesse juive Drusilla et du procureur Antonius Felix, et son épouse. Les tremblements de terre les années précédentes ayant à plusieurs reprises endommagé les villas des riches familles patriciennes, beaucoup de ces familiae sont parties s'installer dans des régions moins sismogènes et ont vendu leurs propriétés à des nouveaux riches, notamment des esclaves affranchis ayant amassé leur fortune dans le négoce, l'agriculture ou d'autres activités plus ou moins licites.
Le nombre de citoyens de la région de Pompéi et d'Herculanum morts sous les nuées ardentes a été estimé à environ 3 000,. En 2003, les contre-empreintes de 1 044 corps trouvés dans les dépôts de ponces et les dépôts pyroclastiques, ainsi que les os épars de 100 autres corps, avaient été recueillis à Pompéi. Les restes d'environ 332 corps ont été découverts à Herculanum (dont 300 sous des voûtes dans les années 1980). On ignore toujours quel pourcentage du nombre total de morts ces chiffres représentent ou quel pourcentage du nombre total de personnes en danger ces morts représentent.
Trente-huit pour cent des 1 044 morts de Pompéi se trouvaient dans les dépôts de ponces, et la plupart d'entre eux, à l'intérieur de bâtiments. Les chercheurs estiment qu'un tiers des victimes ont péri à cause des éboulis et non des gaz ou des nuées ardentes (un mètre cube des débris pyroclastiques pèse plus d'une demi-tonne, provoquant l'effondrement des toits), et qu'un nombre moindre de victimes trouvées à l'extérieur des bâtiments ont probablement été tuées par la chute d'ardoises ou les gros fragments de roche projetés par le volcan. Ces résultats diffèrent de l'expérience moderne puisque seuls 4 % des victimes ont été tuées par les pluies de cendres lors d'éruptions explosives au cours des quatre cents dernières années. Les autres morts de Pompéi (62 %) se trouvaient dans des dépôts pyroclastiques : ils moururent d'asphyxie à cause de la forte teneur de l'atmosphère en cendres ou à la suite d'un traumatisme physique dû à l'énergie cinétique de la déferlante. Par contraste avec les victimes d'Herculanum, l'examen du linge, des fresques et des squelettes de Pompéi permet d'exclure la possibilité que des brûlures aient contribué à la mortalité
Herculanum, située bien plus près du cratère, évita les pluies de téphras grâce au vent, mais fut enseveli sous 23 mètres de matière apportée par les déferlantes pyroclastiques. Il est probable que la plupart des morts connus de cette ville, sinon la totalité, furent tués par les déferlantes, si l'on considère les signes de chaleur extrême que portent les squelettes des victimes découvertes sous les voûtes bordant le rivage et l'existence de bois carbonisé dans de nombreux bâtiments. Les victimes furent toutes surprises par la première déferlante et moururent de choc thermique (en raison de la température des flux pyroclastiques qui oscillent entre 300 et 500°C)), mais non par carbonisation, même si certaines d'entre elles furent en partie carbonisées par les déferlantes postérieures plus chaudes. La mort n'a pas été immédiate : les restes présentent des signes d'agonie. Les voûtes étaient fort probablement des remises à bateaux, les entretoises supérieures devant servir à suspendre les embarcations. On n'a pas trouvé de bateaux, ce qui indique qu'ils ont peut-être servi à la fuite précoce d'une partie de la population. Les restes étaient concentrés dans les salles à raison de trois personnes au mètre carré. Comme les fouilles n'ont couvert que 85 mètres de rivage, les morts qui attendent d'être exhumés pourraient bien se compter par milliers.

## Aspect de la montagne antérieur et postérieur à l'éruption

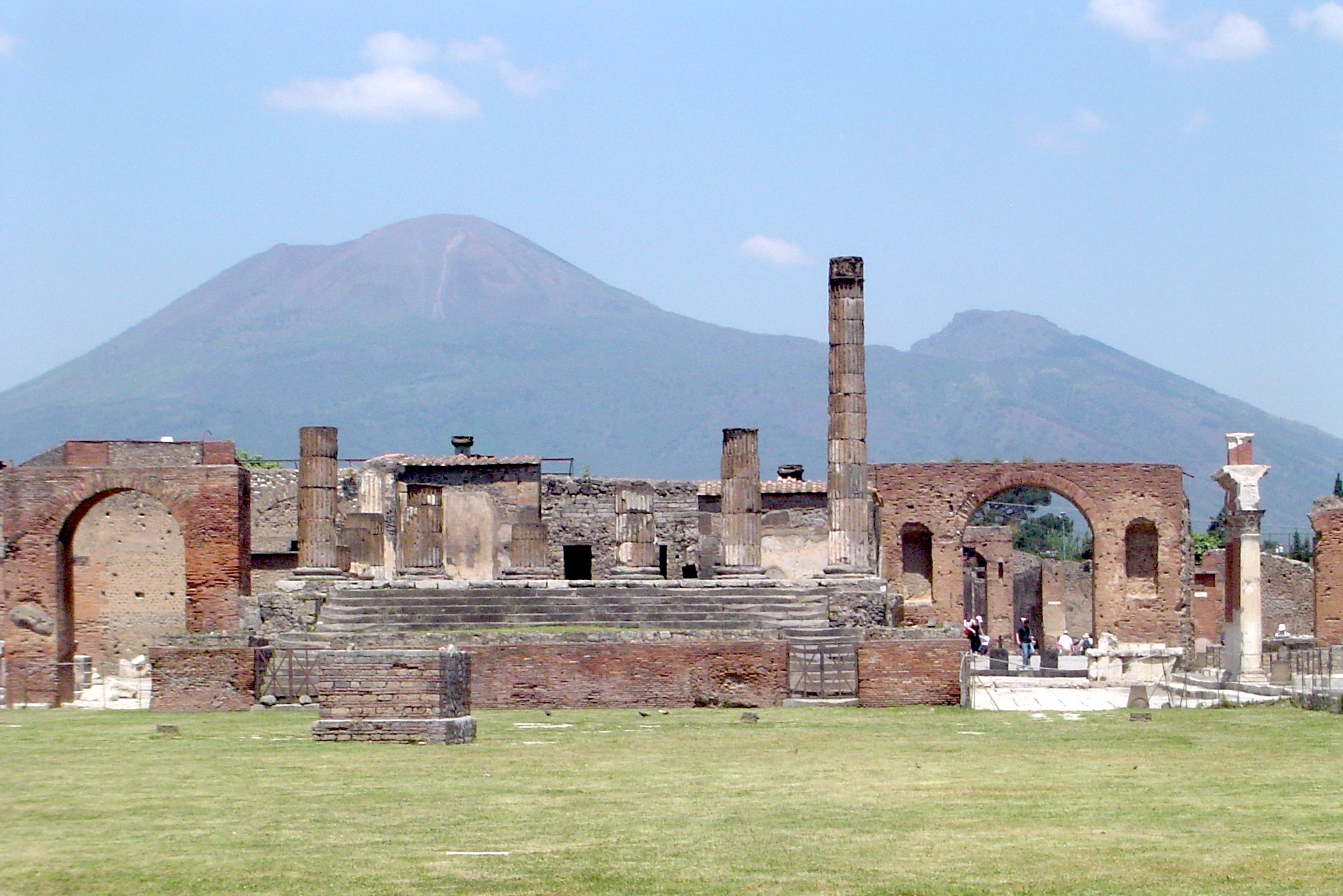
Le Vésuve, qui domine le forum de Pompéi.

Avant 79, le Vésuve devait avoir une forme peu différente de l'actuelle, car des éruptions modérées avaient reconstruit le Grand cône à l'intérieur de la caldera après l'éruption plinienne d'Avellino : les auteurs latins antérieurs à 79 décrivent la montagne comme double et peu élevée : « le joug vésuvien (Virgile), les collines du Vésuve (Columelle) ». Les forêts, les vignobles et la végétation luxuriante qui recouvraient la partie du Vésuve où l'éruption se produisit furent détruits. Rien ne pouvait être plus impressionnant que le contraste entre l'aspect splendide de la montagne antérieur à la catastrophe et la désolation postérieure. Ce contraste remarquable fait l'objet d'un des Épigrammes de Martial en ces termes :

« Le voilà, ce Vésuve jadis ombragé de pampres verts dont le fruit inondait nos pressoirs de son jus délectable. Les voilà ces coteaux que Bacchus, préférait aux collines de Nysa : naguère, sur ce mont, les Satyres formaient des danses légères. C'était la demeure de Vénus, qui l'affectionnait plus encore que Lacédémone : Hercule avait par son nom illustré ces lieux. Les flammes ont tout détruit, tout enseveli sous d'affreux monceaux de cendres : les dieux voudraient que leur puissance ne fût pas allée si loin. »

— Martial, livre IV, épigr. XLIV.
Après 79, de nombreuses périodes d'activité et d'intervalles de repos ont eu lieu, avec des coulées de lave entre 787 et 1139. Le volcan connut ensuite un long repos de près de cinq siècles durant lequel il se couvrit à nouveau de jardins et de vignes comme auparavant. Même l'intérieur du cratère se recouvrit d'arbustes. L'activité recommença de 1631 à 1944, pour cesser depuis cette date.